# Bill Amend

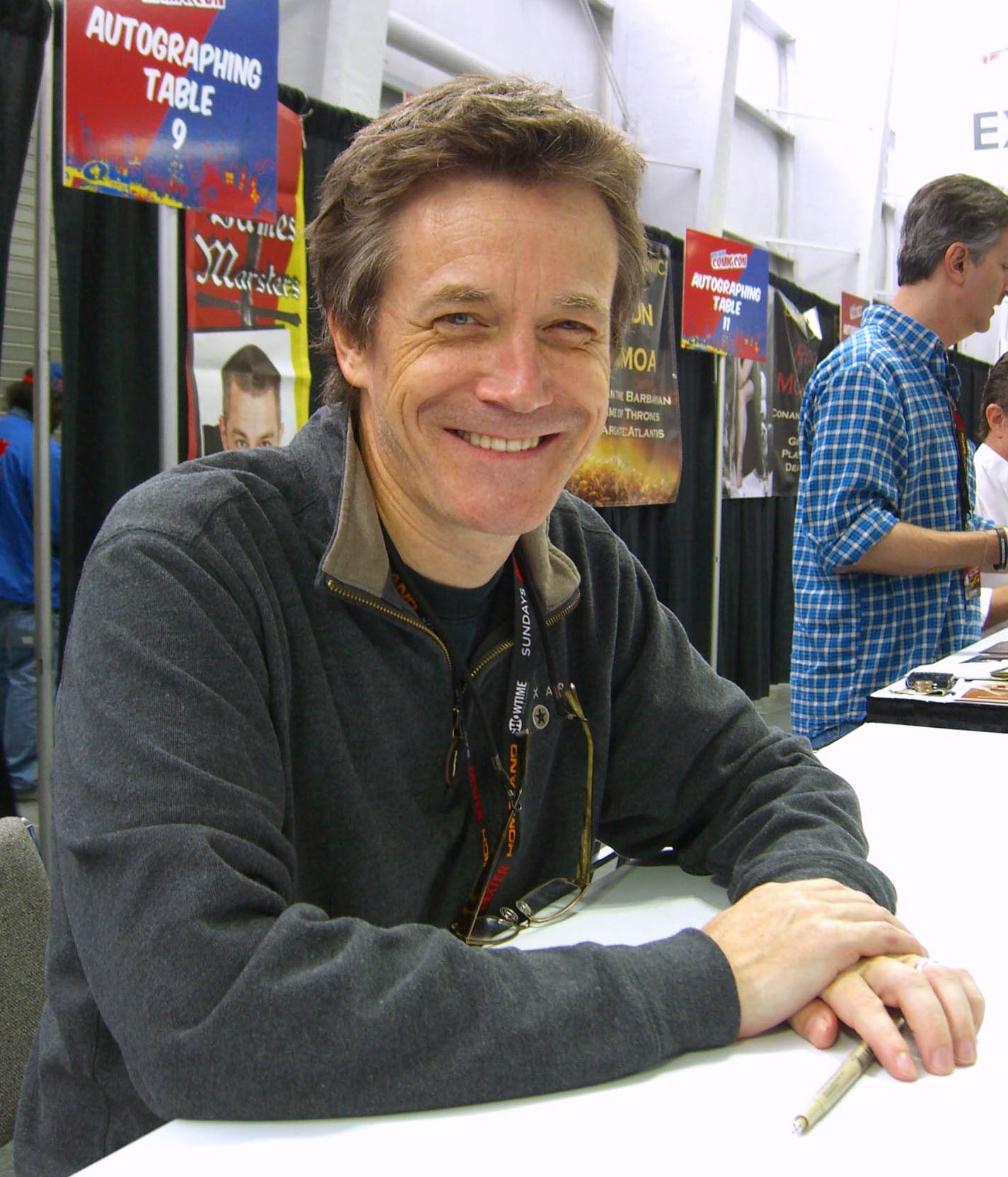
Bill Amend (2011)

William J. C. „Bill“ Amend III (* 20. September 1962 in Northampton, Massachusetts) ist ein US-amerikanischer Comiczeichner.
Schon zu High-School-Zeiten zeichnete Amend für die Schülerzeitung. Er ging danach aufs Amherst College und promovierte in Physik. Trotzdem entschied er sich Comiczeichner zu werden. Am 10. April 1988 erschien die erste Folge von FoxTrot, ein Comic-Strip über die Familie Fox mit ihren drei pubertierenden Kindern. Bis 2006 erschien der Strip in mehr als 1000 Zeitungen täglich, ab dann nur noch sonntags. Auch in vielen Ländern außerhalb der USA wird der Comic in Zeitungen gedruckt.
Amend lebt mit seiner Frau und seinen zwei Kindern in Kansas City. Er ist begeisterter World-of-Warcraft-Spieler.

## Preise & Auszeichnungen (Auswahl)
- 2006: Reuben Award für FoxTrot